# Grande escadaria do RMS Titanic

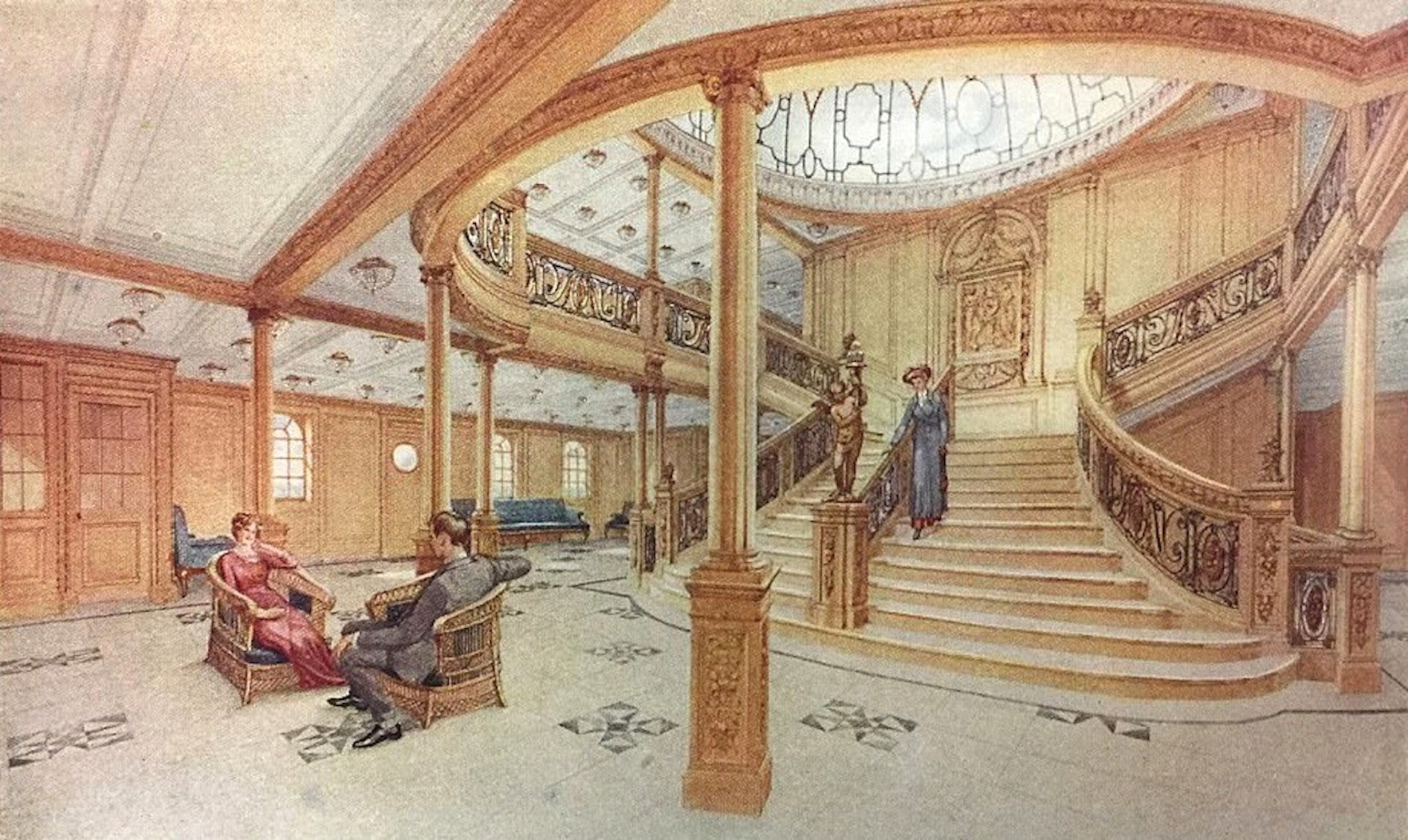
Desenho contemporâneo da Grande Escadaria no e o. Atualmente, não há fotografias conhecidas da Grande Escadaria do Titanic.

A Grande Escadaria é o nome algumas vezes dado às amplas e ornamentadas escadarias da seção da Primeira Classe do transatlântico da White Star Line RMS Titanic, que naufragou após a colisão com um iceberg em 1912. A escadaria tem sido destacada na mídia sobre o Titanic e muitas vezes recriada em filmes, tornando-se uma das características mais reconhecidas do navio naufragado.

## Localização
Situada na parte dianteira do navio, a Grande Escadaria era a principal comunicação entre os conveses para os passageiros da Primeira Classe e o ponto de entrada em inúmeras salas públicas. Descia em sete níveis entre o Convés dos Botes e o Convés E. Logo à frente da escadaria, um passageiro poderia virar a esquina e encontrar os três elevadores da primeira classe que se comunicavam assim como a escada entre os conveses A e E.

### Convés dos Botes

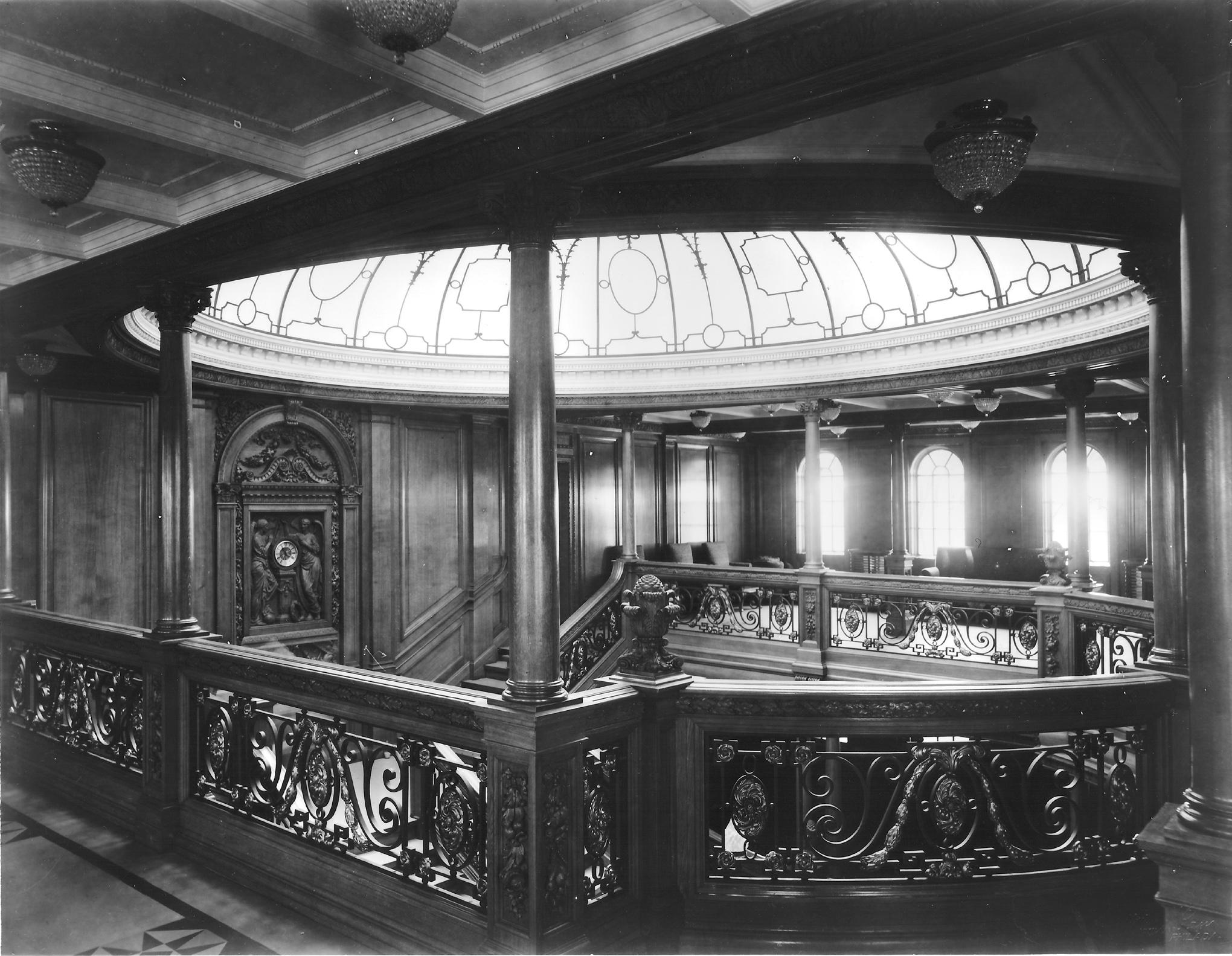
Fotografia da Grande Escadaria do Olympic, navio irmão do Titanic, tirada no nível do Convés dos Botes.

O nível do Convés dos Botes da escadaria funcionava como uma varanda interior com vista para a escadaria e o Convés A abaixo.
Este nível tinha 17 metros de largura por 10 metros de comprimento. Havia dois vestíbulos de entrada, cada um com 1,5 m. por 1,82 m., em ambos os lados do convés dos botes que se comunicavam com o exterior. A entrada do ginásio estava bem ao lado da entrada da Grande Escadaria à estibordo. Os quartos dos Oficiais e a Sala Marconi também eram acessíveis por dois corredores que se ramificavam para frente de ambos os lados da escada. Este nível foi revestido com janelas arqueadas que forneciam muita luz natural para a escada durante o dia.

### Convés A

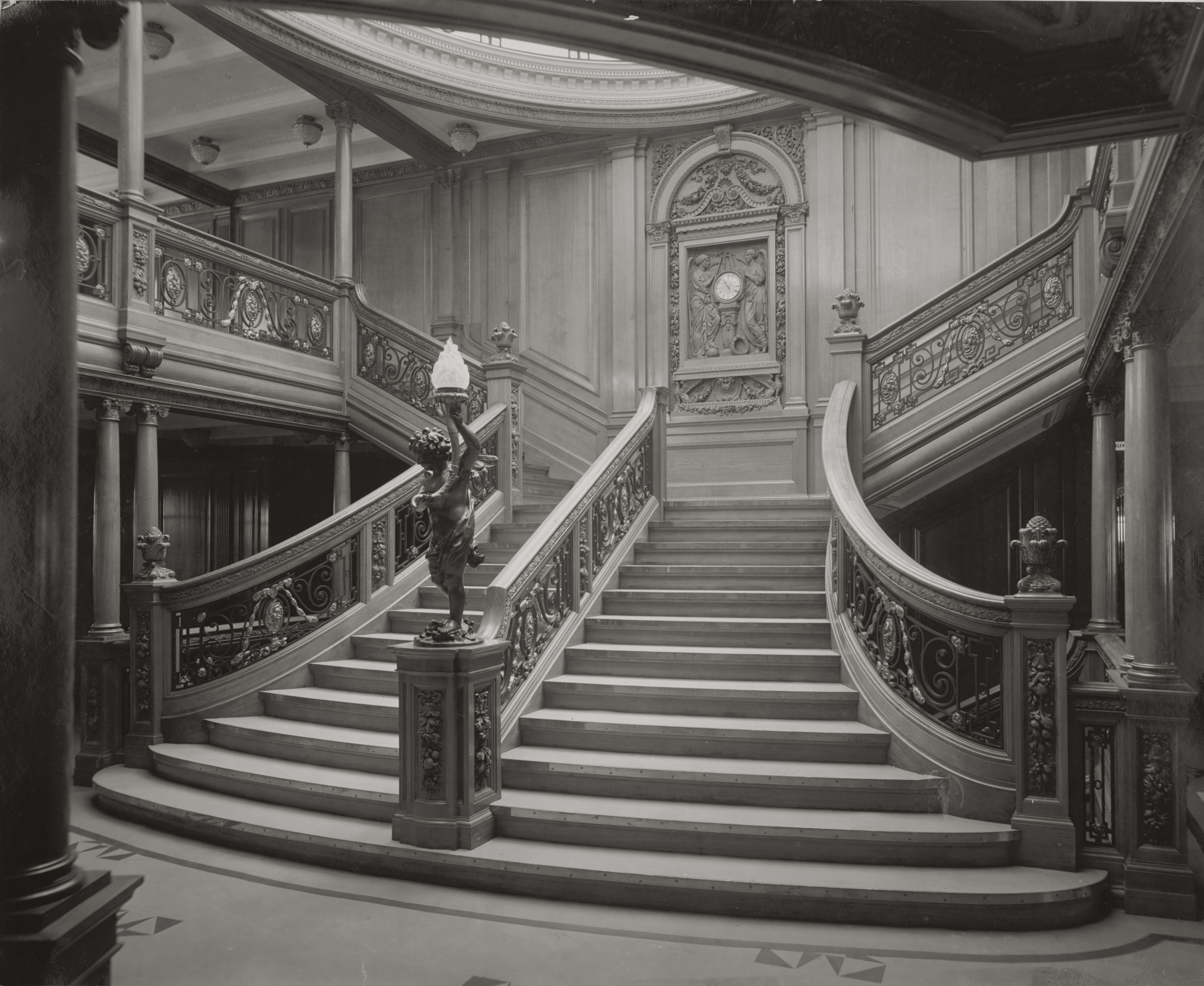
A Grande Escadaria do RMS Olympic, tirada no nível do Convés A.

Ao sair do nível do Convés A, um longo caminho corria ao longo do lado de estibordo, ligando os passageiros à Sala de Leitura e Escrita e ao Lounge no outro extremo, que era acessado através de portas giratórias. Dois vestíbulos de entrada, cada um com 1,5 m. por 1,82 m., conectavam os passageiros ao Convés de Passeio e dois corredores à frente da escada acessavam as cabines de primeira classe do Convés A. Um mapa emoldurado da rota do Atlântico Norte mostrando o progresso do Titanic era atualizado todos os dias ao meio-dia.

### Convés B
Ao sair no nível da escadaria no Convés B se acessavam as duas "Suítes Milionárias", bem como dois foyers de entrada de primeira classe  ao longo de cada lado. A maior parte do Convés B era ocupada por cabines de primeira classe, as melhores e maiores oferecidas.

### Convés C
No Convés C estavam os escritórios do comissário e de informações, ao lado da escadaria do lado de estibordo. Passageiros poderiam guardar seus objetos de valor com o Comissário e escrever mensagens que eram enviadas por um tubo pneumático para a Sala Marconi e posteriomente telegrafadas. Eles também podiam comprar pequenos itens como cartões postais, pagar por ingressos para os banhos turcos e quadras de squash, reservar cadeiras de praia, conferir jogos de tabuleiro e solicitar seu assento no salão de refeições, entre outros serviços. Longas passarelas se ramificavam da Escadaria para frente e para trás, contendo cabines de primeira classe, muito parecidas com as do Convés B acima.

### Convés D
A escadaria no Convés D abria diretamente na Sala de Recepção e o Salão da Jantar adjacente. Atrás da escadaria havia dois vestíbulos de entrada arqueados e os corredores que se comunicavam com as cabines de primeira classe na parte dianteira do navio.

### Convés E
No Convés E, a escadaria se estreitava e perdia sua grande curva, embora fosse projetada no mesmo estilo de carvalho e ferro forjado. Não havia salas públicas neste convés, apenas cabines de primeira classe. Um modesto andar único terminava no Convés F, onde os banhos turcos e a piscina podiam ser acessados.

## Estilo e decoração

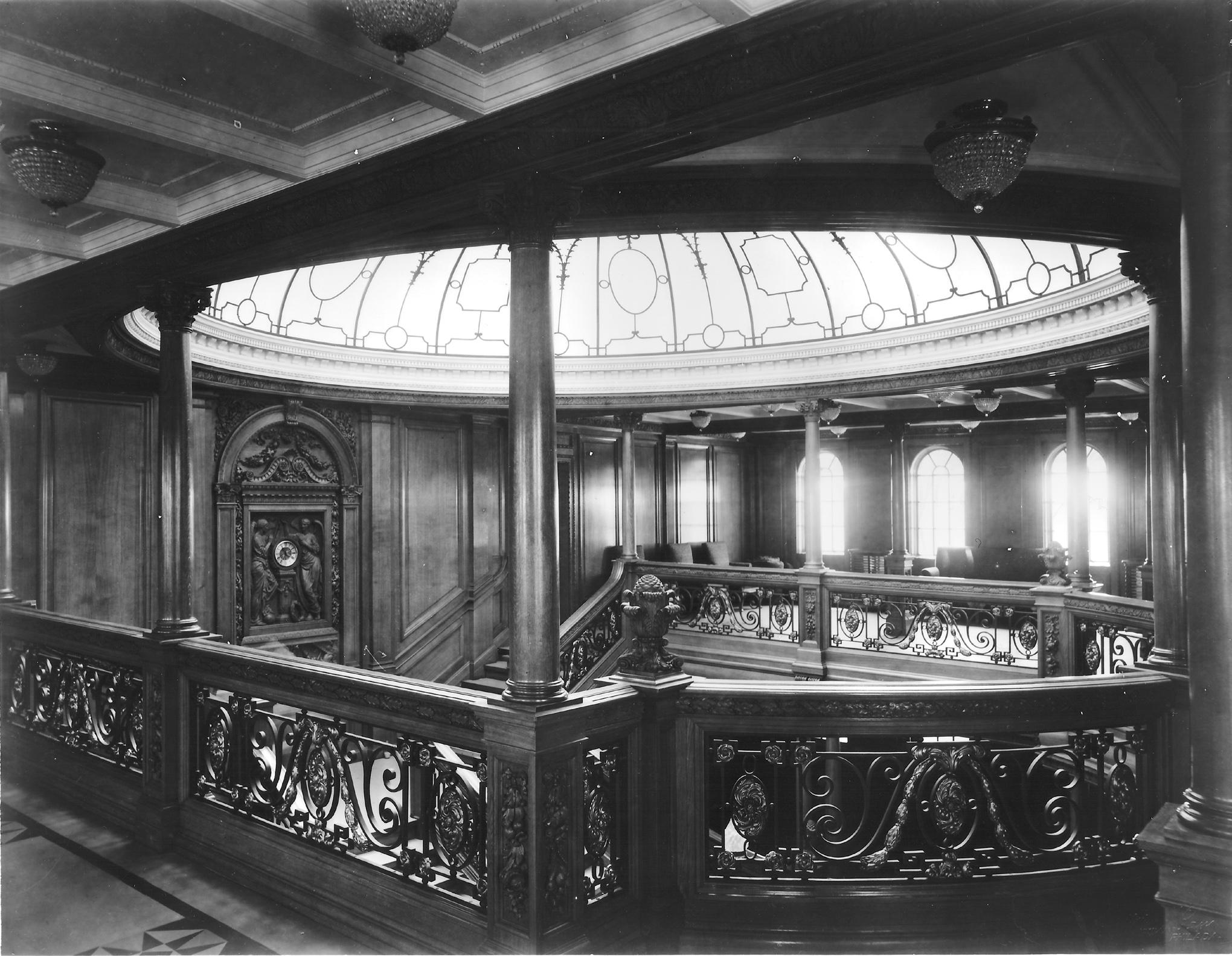
Fotografia da Grande Escadaria do Olympic tirada no nível do Convés dos Botes.

A Grande Escadaria da proa era a pièce de resistance das salas públicas da Primeira Classe do Titanic. No Convés A, a altura se erguia por dois andares e apresentava uma grande cúpula de ferro forjado e vidro que permitia a entrada de luz natural na escada durante o dia. A cúpula era orlada por um entablamento de gesso delicadamente moldado e repousava no alojamento do convés em torno da escada. Ela foi coberta por uma caixa de proteção para proteger a cúpula dos elementos e que também continha a iluminação para iluminar a cúpula por trás à noite. No centro da cúpula, pendia um grande lustre dourado de cristal. As pequenas luminárias de cristal com cercadura, identificadas no naufrágio, estavam penduradas apenas nas partes dianteiras dos níveis A e do Convés de Botes, e o resto continha persianas de vidro lapidado.
Cada escada foi construída em sólido carvalho-roble, com cada balaústre contendo elaboradas grades de ferro forjado com guirlandas ormolu no estilo Luís XIV. As escadas eram de 6,1 m. de largura e projetava-se a 5,18 m a partir do anteparo. Nos salões de entrada circundantes foram empregados os mesmos painéis de carvalho polido e esculpido na estilo neoclássico William and Mary. Os painéis dos postes centrais eram esculpidos com guirlandas em alto relevo, cada um com design exclusivo e no topo fastígios em forma de abacaxi. Os pisos foram assentados com azulejos de linóleo branco intercalados com medalhões pretos. Poltronas e sofás estofados em azul eram fornecidos ao lado das escadas e vasos de palmeiras em suportes elevados pontuaram cada nível. No nível do Convés dos Botes estava um piano permitindo que a orquestra do navio fizesse shows improvisados na escadaria.
No patamar central da escadaria do Convés A havia um relógio flanqueado por duas figuras alegóricas esculpidas simbolizando "Honour and Glory crowning Time". Uma escultura de querubim de bronze, segurando uma tocha iluminada, enfeitava o poste central na base desta escadaria. Havia provavelmente réplicas menores deste querubim que enfeitavam as extremidades dos níveis dos conveses B e C. No nível do convés D, quando a escada se abria para a Sala de Recepção, o posto central segurava um enorme candelabro dourado com iluminação elétrica.
Os patamares centrais dos conveses B, C, D e E, todos continham pinturas a óleo de paisagens e naturezas-mortas em vez do relógio Honor and Glory crowning Time. Estes foram provavelmente pintados por um artista de Belfast comissionado pela Harland and Wolff.

## Grande Escadaria de popa

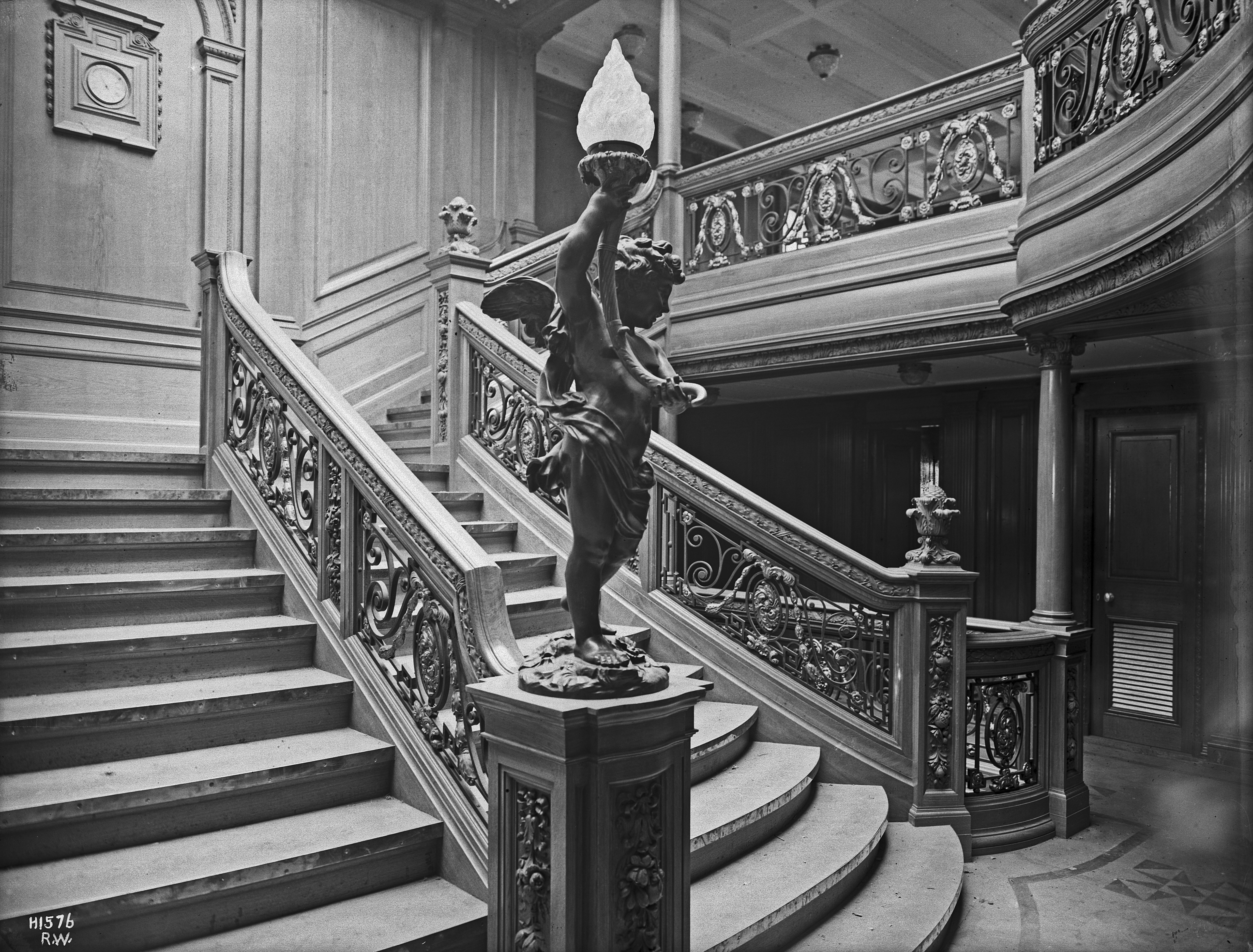
Grande Escadaria da popa do Olympic; perceba o relógio simples no patamar acima.

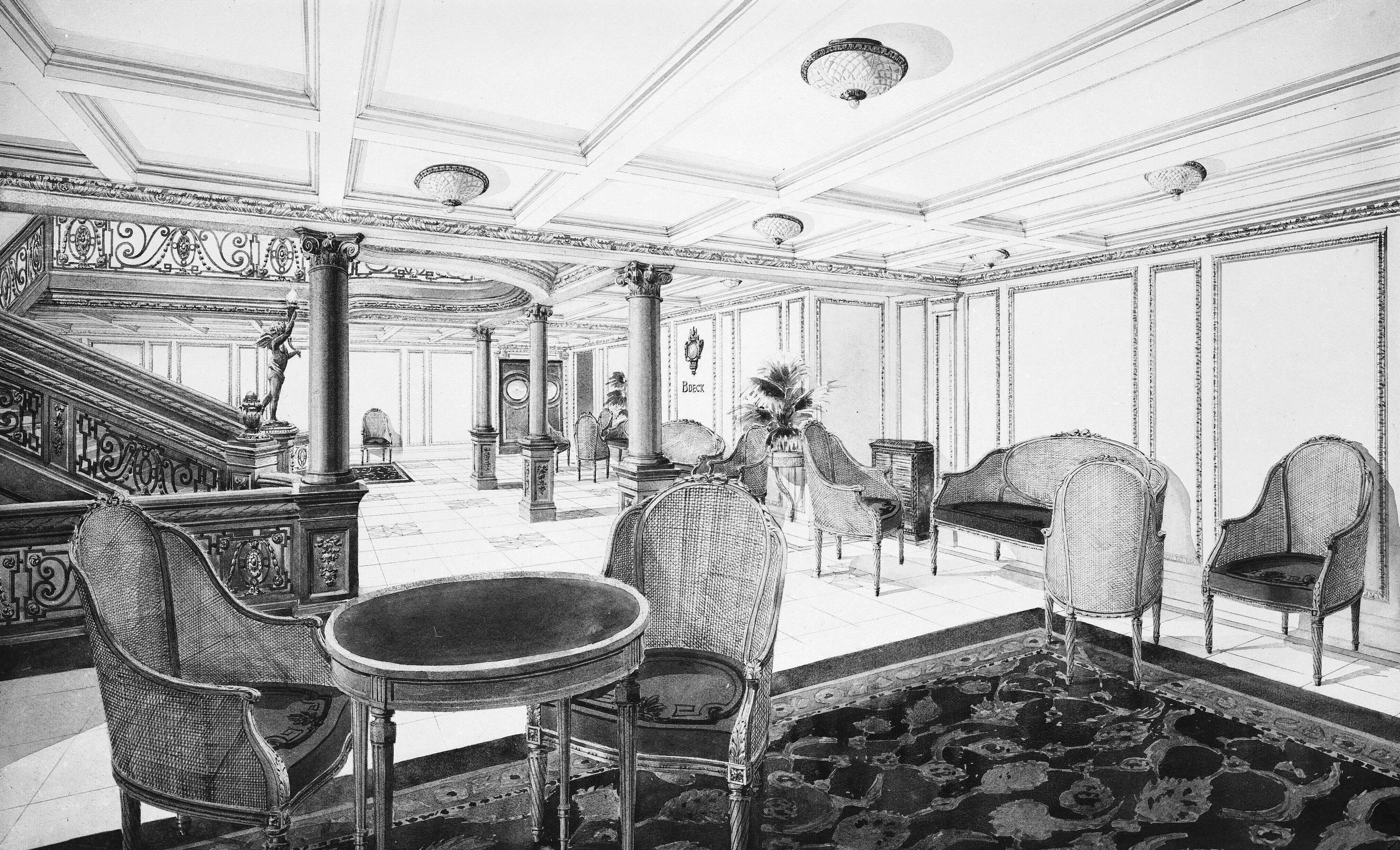
Área de recepção do Restaurante na Grande Escadaria da popa do Titanic.

Havia uma segunda Grande Escadaria localizada mais à popa no navio, entre a terceira e a quarta chaminés. Embora estivesse no mesmo estilo com uma cúpula no centro, era de proporções muito menores e apenas instalada entre os conveses A, B e C. Um relógio simples enfeitava o patamar principal em contraste com o ornamentado relógio Honour and Glory Crowning Time na escada da frente. Podia-se acessar o Salão de Fumantes e o Lounge no nível do convés A, bem como o Lounge à frente do patamar por meio de uma passarela.
Uma área de recepção para clientes do Restaurante À La Carte e do Café Parisien decorada com painéis no estilo Georgiano pintados de branco ocupava todo o foyer do Convés B ao lado da escadaria da popa. Havia confortáveis áreas de estar acarpetadas com cadeiras com rattan entrelaçado, sofás e mesas. Esta também era uma inovação em comparação com o Olympic, cujo foyer de popa do Convés B era muito menor devido as cabines adicionais e salas de armazenamento. Não havia área de recepção no Olympic até o reequipamento de 1913, que expandiu o restaurante e acrescentou uma área de recepção em emulação do Titanic.
No Titanic duas cabines adicionais de suíte foram instaladas na escadaria traseira do Convés A, diminuindo o tamanho do foyer circundante do Olympic.

## Condição nos destroços
Quando Robert Ballard descobriu os destroços do Titanic em 1985, ele encontrou apenas um buraco no lugar que a Escadaria ocupara uma vez. A casa do convés que uma vez formava o nível da escadaria no Convés dos Botes desabou e o enorme vazio deixado onde a cúpula estava oferece uma entrada conveniente para os ROVs. Uma pilha de destroços e estruturas metálicas retorcidas fica no fundo do Convés D, obscurecendo o acesso aos conveses inferiores.
Como cada escada foi construída individualmente e inteiramente a partir de madeira, supõe-se que a escadaria se partiu e flutuou para fora do navio durante o naufrágio ou desintegrado nos 73 anos anteriores à redescoberta do Titanic. Outra opção é que o que restou da escada foi destruído pela força da proa  batendo no fundo do mar e a enorme explosão hidráulica resultante. Sobreviventes descreveram uma grande onda que varreu o Convés dos Botes enquanto o Titanic fazia seu mergulho final - isso, ou a onda produzida pelo colapso da chaminé posterior, é frequentemente considerada a causa da quebra da cúpula e destruir a Grande Escadaria. Os vestíbulos circundantes, com seus pilares de carvalho, tetos de gesso com vigas de carvalho e luminárias do candelabro do teto, todos sobrevivem em condições reconhecíveis.
Durante as filmagens de cenas do naufrágio do filme de 1997 Titanic, a escadaria foi arrancada de sua fundação reforçada com aço pela força da inundação. O diretor James Cameron comentou, "Nossa escadaria se soltou e flutuou para a superfície. É provável que isso seja exatamente o que aconteceu durante o naufrágio real, o que explicaria por que não há muito da escada deixada no naufrágio ... As físicas correspondentes servem como uma forma de 'prova de conceito' em termos de nossa precisão ..."
A grande escadaria de popa foi rasgada à medida que o Titanic se partia, ficando antes ou logo depois do ponto de ruptura. Se acredita que grande parte da madeira e outros detritos encontrados flutuando após o naufrágio possa ter vindo da escada de popa.

## Artefatos das escadarias doTitanice doOlympic

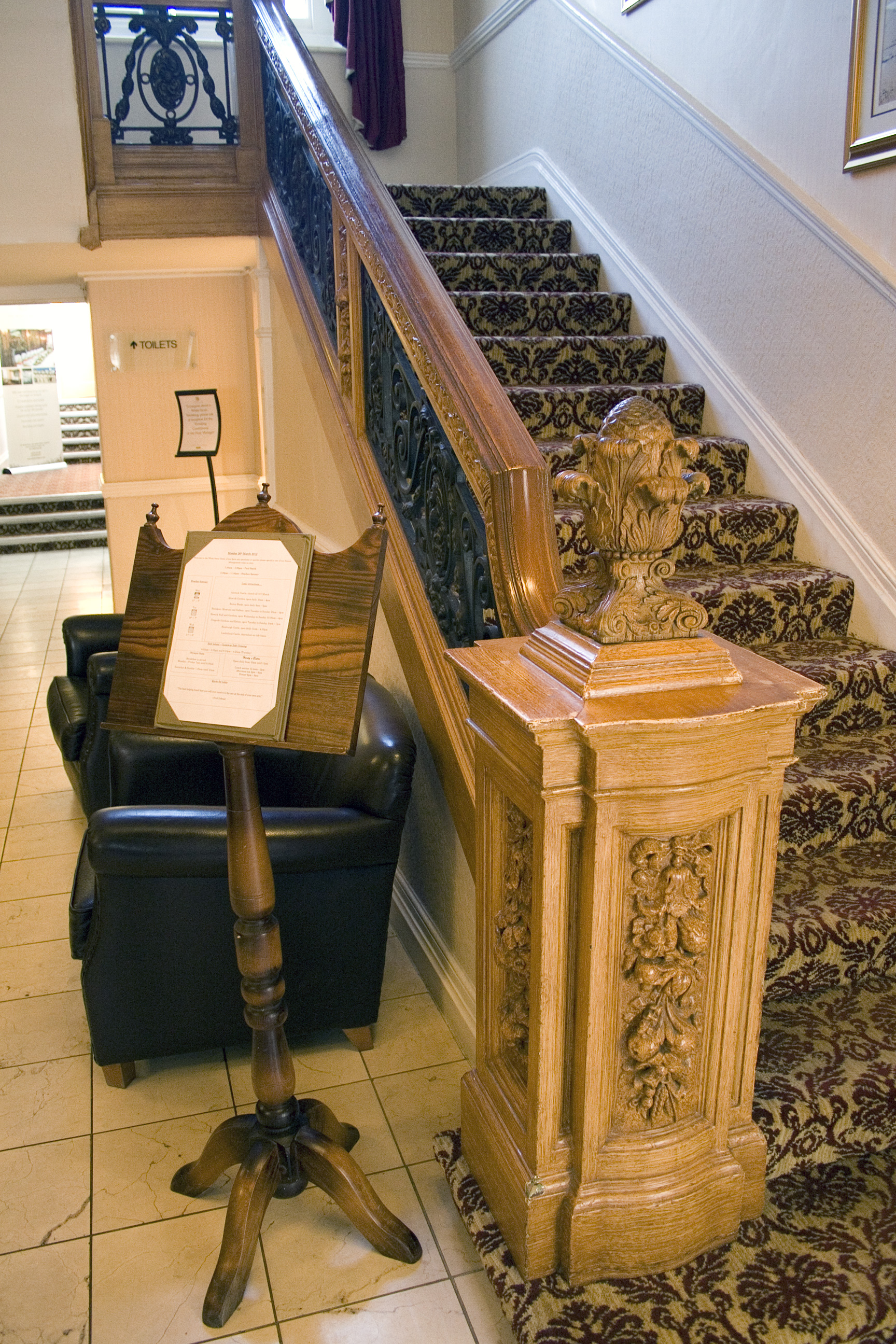
A escadaria principal do White Swan Hotel em Alnwick, Inglaterra, está decorada com corrimões e peças originais da Grande Escadaria de popa do Olympic.

Não existem fotografias da escadaria do Titanic, mas muitas do Olympic sobreviveram, que se presume fosse similar. Em 1990 um enorme achado da  madeira do Olympic foi encontrado em um celeiro no Norte da Inglaterra, muita da qual pertencente à Grande Escadaria. Estas peças mantiveram a cor verde-abacate que tinha sido pintadas na reforma de 1932 e incluíam grandes quantidades de painéis de parede, postes esculpidos, molduras de janelas, beirais e portas. Porções dos corrimões de carvalho da Grande Escada de popa enfeitam a escadaria do White Swan Hotel in Alnwick, Inglaterra. Os candelabros que pendiam do teto da Escadaria ocasionalmente foram leiloados - 16 foram leiloados pela Haltwhistle Paint Factory em 2004. Este leilão também incluiu quatro pinturas a óleo de paisagens dos patamares dos conveses B, C e D do Olympic, junto com as portas de comunicação dos dois vestíbulos de entrada do Convés dos Botes.
O relógio esculpido do Olympic, que acredita-se ser idêntico àquele no Titanic, é exibido no SeaCity Museum em Southampton. Este relógio foi usado como modelo para aquele do filme de James Cameron.
Destroços das escadaria de proa e popa do Titanic, recuperadas nas semanas seguintes ao naufrágio, podem ser vistos no Museu Marítimo do Atlântico  em Halifax. Isso inclui uma seção elaborada do poste central da escadaria de popa e peças de corrimão de carvalho. Há também itens reutilizados feitos de madeira recuperada do Titanic, incluindo um tabuleiro de cribbage, que muito provavelmente veio da Grande Escadaria. Dois querubins de bronze e a base do querubim da escadaria dianteira do Convés A foram recuperados do campo de detritos ao longo dos anos. Fragmentos da cúpula de ferro forjado da Grande Escadaria de popa também foram identificados no campo de destroços. Ken Marschall atestou a localização de pelo menos 9 peças das balaustradas douradas de ferro forjado das escadarias no campo de destroços na expedição de 1986 do Instituto Oceanográfico de Woods Hole, embora nenhuma foto tenha sido tirada.

## Na cultura popular
Dos muitos filmes que foram feitos sobre o naufrágio do Titanic, quase todos descreveram a Grande Escadaria de uma forma ou de outra. A escada veio para simbolizar a opulência e a grandeza do Titanic.
- No filme de 1943, o patamar da Grande Escadaria é mostrado como uma metáfora da avareza das classes altas britânicas e americanas.
- O filme de 1953 de Jean Negulesco tem um grande número de cenas filmadas na Grande Escadaria, embora tenha apenas uma semelhança superficial com a real.
- O filme de 1958 de Roy Ward Baker também contém cenas na Grande Escadaria, que recriava os níveis dos  conveses A e D. Os sets foram baseados em fotografias de arquivo do Olympic, emprestando-lhes uma aparência geral de autenticidade.
- No docudrama de 1979 S.O.S. Titanic a atriz Renee Harris, esposa do produtor Henry B. Harris, é mostrada tropeçando nos degraus e quebrando seu braço. Este evento realmente aconteceu no Titanic. Entretanto a escadaria usada foi de uma mansão em Londres na Belgrave Square; não tinha nenhuma aparência com a no Titanic.[15]
- O filme Raise the Titanic (1980) mostra uma versão da Grande Escadaria no nível do Convés A após os destroços serem elevados pelos resgatadores. Como foi filmado antes da descoberta dos verdadeiros destroços, a Grande Escadaria é retratada erroneamente totalmente intacta, ao ponto do vidro da cúpula e os querubins de bronze ainda estarem no lugar. Também coloca erronemanete a escadaria no final de uma grande galeria de pilares (não existia tal sala no Titanic).
- A minissérie de 1996 da TV americana CBS, Titanic, mostra uma recriação da Grande Escadaria, embora de maneira errada a coloque no nível do Convés A, com seu distintivo relógio e luminária de querubim, abrindo diretamente para o Salão de Jantar do Convés D. Também elimina a cúpula de vidro e toda a Sala de Recepção.
- A escadaria é um ponto focal do filme de 1997 de James Cameron. A Grande Escadaria da proa, dos conveses A até o D, foi  construída com precisão e as proporções corretas, embora o modelo que foi usado foi 30% maior do que a escadaria real. Foi reforçada com uma estrutura de aço, ao contrário do Titanic feita inteiramente em carvalho. O corpo principal da Grande Escadaria original possuía doze degraus, incluindo o degrau abaixo do relógio. A réplica do filme tem treze degraus. Artesãos do México e Grã-Bretanha foram contratados para produzir as opulentas esculturas  de carvalho e trabalhos de gesso, embora alguns dos painéis tenham sido moldes de gesso pintados para parecer madeira, para economizar dinheiro e trabalho. O relógio 'Honour and Glory' foi um importante ponto focal no filme - foi esculpida pelo mestre-escultor Dave Coldham segundo o verdadeiro relógio do Olympic.[16]
- A escadaria também é retratada no vídeo game Titanic: Adventure Out of Time. A Grande Escadaria dianteira é representada corretamente em sua maior parte, apesar de algumas imprecisões nos patamares dos níveis D e E, mas na Grande Escadaria de popa não há relógio presente no patamar do Convés A.
- Existem também diversos museus sobre o Titanic que possuem réplicas detalhadas da Grande Escadaria. As mostradas nos museus de Branson, Missouri e Pigeon Forge, Tennessee foram construídas usando as plantas originais dos conveses do navio mas cada uma difere da original apresentando corrimãos de latão abaixo dos corrimãos originais (para a segurança dos visitantes). A do Titanic Belfast foi forçada a fazer algumas grandes mudanças para se adaptar aos regulamentos atuais.[17]
- Uma réplica estacionária em tamanho natural do Titanic está atualmente (2018) em construção em Sichuan, China e se espera incluir a recriação da Grande Escadaria.